# Odysia signataria
Odysia signataria är en fjärilsart som beskrevs av Walker 1862. Odysia signataria ingår i släktet Odysia och familjen mätare. Inga underarter finns listade i Catalogue of Life.